# Nata De Leeuw
Nata De Leeuw (ur. 2 lutego 1991 w Calgary) – kanadyjska skoczkini narciarska. Uczestniczka mistrzostw świata seniorów (2009) oraz juniorów (2006–2009). Mistrzyni Ameryki Północnej juniorek (2008). Medalistka mistrzostw kraju.
Skoki narciarskie uprawiał również jej młodszy brat, Yukon De Leeuw.
W latach 2007–2008 pięciokrotnie stawała na podium konkursów Pucharu Kontynentalnego. W 2008 została mistrzynią Ameryki Północnej juniorek. Czterokrotnie startowała w mistrzostwach świata juniorów, najlepszy wynik notując w 2009, gdy była czwarta w rywalizacji indywidualnej. Wzięła także udział w Mistrzostwach Świata w Narciarstwie Klasycznym 2009, gdzie skoczkinie rywalizowały o medale zawodów tej rangi po raz pierwszy w historii, zajmując 11. pozycję. Był to jej ostatni w karierze start w oficjalnych zawodach międzynarodowych rozgrywanych pod egidą FIS.
De Leeuw stawała na podium mistrzostw Kanady – w 2008 zdobyła brązowy medal, a w 2012 srebrny.

## Mistrzostwa świata
| Miejsce | Dzień     | Rok  | Miejscowość | Skocznia | Punkt K | HS     | Konkurs  | Skok 1 | Skok 2 | Nota      | Strata   | Zwycięzca   |
| ------- | --------- | ---- | ----------- | -------- | ------- | ------ | -------- | ------ | ------ | --------- | -------- | ----------- |
| 11.     | 20 lutego | 2009 | Liberec     | Ještěd   | K-90    | HS-100 | indywid. | 84,5 m | 82,0 m | 195,0 pkt | 48,0 pkt | Lindsey Van |

## Mistrzostwa świata juniorów
| Miejsce | Dzień     | Rok  | Miejscowość         | Skocznia           | Punkt K | HS     | Konkurs  | Skok 1 | Skok 2 | Nota      | Strata    | Zwycięzca                  |
| ------- | --------- | ---- | ------------------- | ------------------ | ------- | ------ | -------- | ------ | ------ | --------- | --------- | -------------------------- |
| 13.     | 5 lutego  | 2006 | Kranj               | Bauhenk            | K-100   | HS-109 | indywid. | 93,0 m | 83,0 m | 174,3 pkt | 81,5 pkt  | Juliane Seyfarth           |
| 28.     | 17 marca  | 2007 | Tarvisio/ Planica   | Srednija velikanka | K-90    | HS-100 | indywid. | 90,0 m | –      | 113,0 pkt | 116,5 pkt | Lisa Demetz                |
| 12.     | 28 lutego | 2008 | Zakopane            | Średnia Krokiew    | K-85    | HS-94  | indywid. | 79,5 m | 77,0 m | 196,0 pkt | 31,0 pkt  | Jacqueline Seifriedsberger |
| 4.      | 6 lutego  | 2009 | Szczyrbskie Jezioro | MS 1970 B          | K-90    | HS-100 | indywid. | 94,0 m | 91,0 m | 233,0 pkt | 9,0 pkt   | Magdalena Schnurr          |

## Puchar Kontynentalny

### Miejsca w klasyfikacji generalnej
| Sezon     | Miejsce |
| --------- | ------- |
| 2005/2006 | 30.     |
| 2006/2007 | 12.     |
| 2007/2008 | 7.      |
| 2008/2009 | 8.      |

### Miejsca na podium konkursów Pucharu Kontynentalnego
1. Lake Placid – 29 sierpnia 2007 (2. miejsce)
2. Park City – 2 września 2007 (3. miejsce)
3. Park City – 12 grudnia 2008 (2. miejsce)

### Miejsca w poszczególnych konkursachPucharu Kontynentalnego
| Źródło                                                                            | Źródło      | Źródło        | Źródło       | Źródło      | Źródło      | Źródło       | Źródło        | Źródło   | Źródło   | Źródło      | Źródło    | Źródło     | Źródło      | Źródło      | Źródło    | Źródło    | Źródło  | Źródło  | Źródło  | Źródło | Źródło | Źródło | Źródło | Źródło | Źródło | Źródło | Źródło | Źródło | Źródło | Źródło | Źródło | Źródło | Źródło | Źródło | Źródło | Źródło | Źródło | Źródło | Źródło |
| --------------------------------------------------------------------------------- | ----------- | ------------- | ------------ | ----------- | ----------- | ------------ | ------------- | -------- | -------- | ----------- | --------- | ---------- | ----------- | ----------- | --------- | --------- | ------- | ------- | ------- | ------ | ------ | ------ | ------ | ------ | ------ | ------ | ------ | ------ | ------ | ------ | ------ | ------ | ------ | ------ | ------ | ------ | ------ | ------ | ------ |
| Sezon 2005/2006                                                                   |             |               |              |             |             |              |               |          |          |             |           |            |             |             |           |           |         |         |         |        |        |        |        |        |        |        |        |        |        |        |        |        |        |        |        |        |        |        |        |
| Bischofshofen                                                                     | Klingenthal | Pöhla         | Meinerzhagen | Park City   | Park City   | Lake Placid  | Lake Placid   | Ljubno   | Toblach  | Baiersbronn | Schönwald | Saalfelden | Rastbüchl   | Zaō         | Zaō       | Vikersund | Våler   | punkty  | punkty  | punkty | punkty | punkty | punkty | punkty | punkty | punkty | punkty | punkty | punkty | punkty | punkty | punkty | punkty | punkty | punkty | punkty |        |        |        |
| -                                                                                 | -           | -             | -            | 20          | 22          | 19           | 16            | -        | -        | 17          | 26        | 20         | 21          | -           | -         | -         | -       | 87      | 87      | 87     | 87     | 87     | 87     | 87     | 87     | 87     | 87     | 87     | 87     | 87     | 87     | 87     | 87     | 87     | 87     | 87     |        |        |        |
| Sezon 2006/2007                                                                   |             |               |              |             |             |              |               |          |          |             |           |            |             |             |           |           |         |         |         |        |        |        |        |        |        |        |        |        |        |        |        |        |        |        |        |        |        |        |        |
| Park City                                                                         | Park City   | Calgary       | Calgary      | Klingenthal | Pöhla       | Meinerzhagen | Bischofshofen | Villach  | Toblach  | Toblach     | Ljubno    | Saalfelden | Rastbüchl   | Baiersbronn | Schönwald | Zaō       | Zaō     | Sapporo | Sapporo | punkty |        |        |        |        |        |        |        |        |        |        |        |        |        |        |        |        |        |        |        |
| 14                                                                                | 16          | 17            | 11           | 29          | 29          | 20           | 30            | 12       | 7        | 5           | 12        | 10         | 4           | 8           | 4         | -         | -       | -       | -       | 370    |        |        |        |        |        |        |        |        |        |        |        |        |        |        |        |        |        |        |        |
| Sezon 2007/2008                                                                   |             |               |              |             |             |              |               |          |          |             |           |            |             |             |           |           |         |         |         |        |        |        |        |        |        |        |        |        |        |        |        |        |        |        |        |        |        |        |        |
| Bischofsgrün                                                                      | Pöhla       | Bischofshofen | Ramsau       | Lake Placid | Lake Placid | Park City    | Park City     | Notodden | Notodden | Toblach     | Rastbüchl | Rastbüchl  | Baiersbronn | Schönwald   | Zaō       | Zaō       | punkty  | punkty  | punkty  | punkty | punkty | punkty | punkty | punkty | punkty | punkty | punkty | punkty | punkty | punkty | punkty | punkty | punkty | punkty | punkty |        |        |        |        |
| 4                                                                                 | 8           | 4             | 5            | 10          | 2           | 4            | 3             | 23       | 26       | 22          | 20        | 37         | 17          | 32          | -         | -         | 440     | 440     | 440     | 440    | 440    | 440    | 440    | 440    | 440    | 440    | 440    | 440    | 440    | 440    | 440    | 440    | 440    | 440    | 440    |        |        |        |        |
| Sezon 2008/2009                                                                   |             |               |              |             |             |              |               |          |          |             |           |            |             |             |           |           |         |         |         |        |        |        |        |        |        |        |        |        |        |        |        |        |        |        |        |        |        |        |        |
| Park City                                                                         | Park City   | Whistler      | Whistler     | Schonach    | Schonach    | Baiersbronn  | Baiersbronn   | Toblach  | Ljubno   | Ljubno      | Zakopane  | Notodden   | Notodden    | Zaō         | Zaō       | Sapporo   | Sapporo | punkty  | punkty  | punkty | punkty | punkty | punkty | punkty | punkty | punkty | punkty | punkty | punkty | punkty | punkty | punkty | punkty | punkty | punkty | punkty |        |        |        |
| 7                                                                                 | 2           | 4             | 4            | 5           | 11          | 12           | 11            | 5        | 5        | 7           | 8         | -          | -           | -           | -         | -         | -       | 489     | 489     | 489    | 489    | 489    | 489    | 489    | 489    | 489    | 489    | 489    | 489    | 489    | 489    | 489    | 489    | 489    | 489    | 489    |        |        |        |
| Legenda                                                                           |             |               |              |             |             |              |               |          |          |             |           |            |             |             |           |           |         |         |         |        |        |        |        |        |        |        |        |        |        |        |        |        |        |        |        |        |        |        |        |
| 1 2 3 4-10 11-30 poniżej 30 dq – dyskwalifikacja - − zawodniczka nie wystartowała |             |               |              |             |             |              |               |          |          |             |           |            |             |             |           |           |         |         |         |        |        |        |        |        |        |        |        |        |        |        |        |        |        |        |        |        |        |        |        |

## Letni Puchar Kontynentalny

### Miejsca w klasyfikacji generalnej
| Sezon | Miejsce |
| ----- | ------- |
| 2008  | 9.      |

### Miejsca na podium konkursów Letniego Pucharu Kontynentalnego
1. Bischofsgrün – 10 sierpnia 2008 (2. miejsce)
2. Liberec – 4 października 2008 (2. miejsce)

### Miejsca w poszczególnych konkursachLetniego Pucharu Kontynentalnego
| 2008                                                                              |       |               |               |             |             |            |            |         |         |        |
| Bischofsgrün                                                                      | Pöhla | Bischofshofen | Bischofshofen | Lillehammer | Lillehammer | Oberstdorf | Oberstdorf | Liberec | Liberec | punkty |
| 2                                                                                 | 13    | 12            | 9             | -           | -           | 20         | 11         | 9       | 2       | 295    |
| Legenda                                                                           |       |               |               |             |             |            |            |         |         |        |
| 1 2 3 4-10 11-30 poniżej 30 dq – dyskwalifikacja - − zawodniczka nie wystartowała |       |               |               |             |             |            |            |         |         |        |